# Resolutie 2302 Veiligheidsraad Verenigde Naties
Resolutie 2302 van de Veiligheidsraad van de Verenigde Naties werd unaniem door de VN-Veiligheidsraad aangenomen op 29 juli 2016. De resolutie verlengde de VN-operatie in Zuid-Soedan met twaalf dagen.
Begin juli 2016 was in de hoofdstad Djoeba de etnische strijd weer opgelaaid. De IGAD, waarvan ook Zuid-Soedan lid was en die als bemiddelaar optrad, had de Verenigde Naties daarop opgeroepen de VN-vredesmacht in Zuid-Soedan, waarvan het mandaat eind juli 2016 af zou lopen, te versterken en verlengen.
Gezien deze situatie werd het mandaat met een korte periode verlengd, zodat de leden van de Veiligheidsraad de tijd kregen om tot een consensus te komen over wat er moest gebeuren. Op 12 augustus werd middels resolutie 2304 een "regionale beschermingsmacht" van 4000 man opgericht voor Djoeba.

## Achtergrond
In 2011 was Zuid-Soedan, na decennia van conflict om het olierijke gebied, onafhankelijk geworden van Soedan. Eind 2013 ontstond echter een politieke crisis tussen president Salva Kiir en voormalig vicepresident Riek Machar die uitdraaide op etnisch geweld en moordpartijen. Eind 2015 waren al meer dan twee miljoen mensen op de vlucht geslagen en was een grote humanitaire crisis ontstaan.

## Inhoud
Het met resolutie 2252 gedefinieerde mandaat van de VN-missie in de Republiek Zuid-Soedan, UNMISS, werd verlengd tot 12 augustus 2016.
Lijst ·  2260 ·  2261 ·  2262 ·  2263 ·  2264 ·  2265 ·  2266 ·  2267 ·  2268 ·  2269 ·  2270 ·  2271 ·  2272 ·  2273 ·  2274 ·  2275 ·  2276 ·  2277 ·  2278 ·  2279 ·  2280 ·  2281 ·  2282 ·  2283 ·  2284 ·  2285 ·  2286 ·  2287 ·  2288 ·  2289 ·  2290 ·  2291 ·  2292 ·  2293 ·  2294 ·  2295 ·  2296 ·  2297 ·  2298 ·  2299 ·  2300 ·  2301 ·  2302 ·  2303 ·  2304 ·  2305 ·  2306 ·  2307 ·  2308 ·  2309 ·  2310 ·  2311 ·  2312 ·  2313 ·  2314 ·  2315 ·  2316 ·  2317 ·  2318 ·  2319 ·  2320 ·  2321 ·  2322 ·  2323 ·  2324 ·  2325 ·  2326 ·  2327 ·  2328 ·  2329 ·  2330 ·  2331 ·  2332 ·  2333 ·  2334 ·  2335 ·  2336